# Jonah Jones
Jonah Jones (Robert Elliott Jones, Louisville, de Kentucky, 31 de diciembre de 1908 – 29 de abril de 2000) fue un trompetista estadounidense de jazz tradicional y swing.

## Historial
Empezó su carrera a los 12 años tocando el saxo alto en la banda del Booker T. Washington Community Center de Louisville, pero en seguida cambió el saxo por la trompeta, con la que rápidamente alcanzaría un alto nivel. 
En 1928 tocó con el pianista y organista Horace Henderson (1904 - 1988), y siguió después en bandas de riverboat. 
Instalado en Nueva York, Jonah Jones se incorporó en 1931 a la big band de Jimmie Lunceford, aunque ese mismo año se iría con el grupo del violinista Stuff Smith, y se quedaría con él hasta 1940, con algún periodo intermedio en la banda de Lil Hardin. 
Jones tocó con Cab Calloway desde 1941 hasta 1952. Después, actuó y grabó con Earl Hines y Sidney Bechet: con este último, en París, en 1954. 
Durante siete años, Jonah Jones hizo innumerables giras con su propio cuarteto y grabó para el sello Capitol un gran número de discos de mucha proyección; obtuvo un Emmy en 1960. A partir de 1970, se fue apartando de la escena musical. En 1999, un año antes de su muerte, fue incorporado en el Big Band and Jazz Hall of Fame.

## Estilo
Seguidor del sonido y el fraseo de Louis Armstrong, Jones desarrolló un estilo muy dinámico, repleto de swing. Sin embargo, a partir de 1955, dio un giro radical a su música, con una forma de tocar intimista, sin turbulencias y virtuosa, especialmente en el uso de la sordina. Se especializó en baladas, y obtuvo gran éxito con ellas.

## Discografía seleccionada
- Jonah Jones: Muted Jazz (Capitol T-839) (1957)
- The Jonah Jones Quartet - Swingin' On Broadway (Capitol T963 Mono) (1957)
- The Jonah Jones Quartet - Jumpin' with Jonah (Capitol T1039 Mono)
- The Jonah Jones Quartet - Swingin' At The Cinema (Capitol T1083 Mono) (1958)
- The Jonah Jones Quartet - Jonah Jumps Again (Capitol ST-1115) (1959)
- The Jonah Jones Quartet at The Embers (RCA Victor LPM-2004) (1959)
- I Dig Chicks! (Capitol ST-1193) (1960) - Grammy al mejor disco instrumental.
- Jumpin' With A Shuffle (Capitol ST-1404) (1960)
- Jonah Jones - Glen Gray:[2] The Jonah Jones Quartet with Glen Gray (Capitol T1660 Mono)
- Jazz Bonus (Capitol ST-1773) (1962)